# Proces Siódemki z Chicago

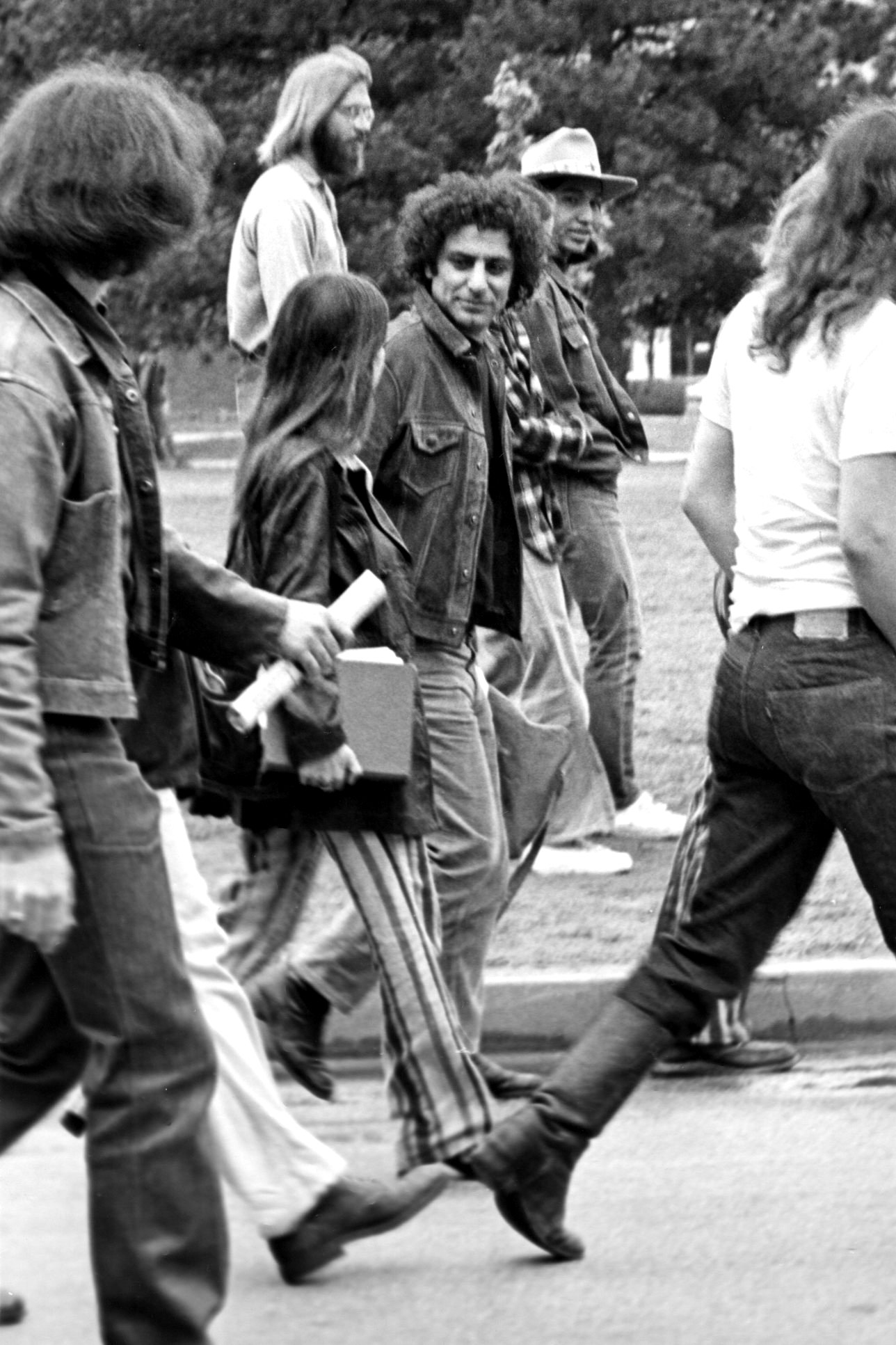
Abbie Hoffman odwiedza Uniwersytet w Oklahomie, by zaprotestować przeciwko wojnie w Wietnamie.

Proces Siódemki z Chicago (ang. The Trial of the Chicago 7) – amerykańsko-brytyjski dramat sądowy z 2020 roku w reżyserii Aarona Sorkina. Film opowiada historię Chicago Seven, grupy protestujących przeciwko wojnie w Wietnamie, oskarżonych o spisek i przekraczanie granic stanów w celu wzniecania zamieszek na Narodowej Konwencji Demokratów w Chicago w 1968 roku. W filmie występują Yahya Abdul-Mateen II, Sacha Baron Cohen, Joseph Gordon-Levitt, Michael Keaton, Frank Langella, John Carroll Lynch, Eddie Redmayne, Mark Rylance, Jeremy Strong i Ben Shenkman.

## Obsada
- Eddie Redmayne jako Tom Hayden, lider i przewodniczący Students for a Democratic Society (SDS)
- Sacha Baron Cohen jako Abbie Hoffman, członek założyciel Youth International Party (Yippies)
- Alex Sharp jako Rennie Davis, organizator chicagowskiego Narodowego Komitetu Mobilizacyjnego do zakończenia wojny w Wietnamie i krajowy organizator społeczności SDS
- Jeremy Strong jako Jerry Rubin, członek założyciel Yippies
- John Carroll Lynch jako David Dellinger, lider Narodowego Komitetu Mobilizacyjnego do zakończenia wojny w Wietnamie
- Noah Robbins jako Lee Weiner
- Daniel Flaherty jako John Froines
- Yahya Abdul-Mateen II jako Bobby Seale, krajowy przewodniczący Partii Czarnych Panter i ósmy pozwany
- Mark Rylance jako William Kunstler, obrońca
- Joseph Gordon-Levitt jako Richard Schultz, asystent prokuratora federalnego
- Ben Shenkman jako Leonard Weinglass, obrońca
- J. C. MacKenzie jako Tom Foran, główny prokurator federalny
- Frank Langella jako sędzia Julius Hoffman
- Kelvin Harrison Jr. jako Fred Hampton, przewodniczący Partii Czarnych Panter w Illinois
- Michael Keaton jako Ramsey Clark, Prokurator Generalny Stanów Zjednoczonych podczas zamieszek
- John Doman jako John N. Mitchell, Prokurator Generalny Stanów Zjednoczonych podczas procesu
- Wayne Duvall jako Paul DeLuca, agent przydzielony do obserwowania Davisa podczas protestów
- Caitlin FitzGerald jako Daphne O'Connor, agentka FBI przydzielony Rubinowi w celu infiltracji protestów
- Max Adler and C. J. Wilson jako oficer Stan Wojohowski i sierżant Scott Scibelli, tajni funkcjonariusze policji
- Alice Kremelberg jako Bernardine, recepcjonistka
- Alan Metoskie jako Allen Ginsberg